# Universidad Quetzalcóatl
La Universidad Quetzalcóatl en Irapuato, UQI es una institución privada de educación superior. La universidad se localiza en la ciudad de Irapuato, Guanajuato, México. Fue fundada el 4 de octubre de 1982 por el Prof. Agustín Gasca Chávez. 
La UQI ofrece: 6 Bachilleratos Tecnológicos , 11 licenciaturas y 3 postgrados incluyendo 4 maestrías.

## Oferta educativa

### Bachilleratos Tecnológicos
- Contabilidad
- Comunicación
- Trabajo Social
- Enfermería
- Prótesis Dental

### Licenciaturas
- Administración de Empresas
- Arquitectura
- Contaduría
- Comunicación
- Derecho
- Diseño Gráfico
- Psicología
- Odontología
- Médico Cirujano
- Ingeniería Civil
- Ingeniería en Tecnologías de la información y negocios.

### Especialidades
- Derecho Corporativo
- Derecho Civil
- Derecho Penal
- Administración de Empresas Pequeñas y Medianas
- Endodoncia
- Periodoncia

### Maestrías
- Administración
- Derecho Civil
- Derecho Penal
- Diseño Gráfico Digital

- Datos: Q6156663